# Tư Mã Đạo Tử
Tư Mã Đạo Tử (chữ Hán: 司馬道子, 364 - 3 tháng 2 năm 403), tự là Đạo Tử (道子), là tông thất và đại thần dưới thời nhà Tấn trong lịch sử Trung Quốc. Xuất thân là hoàng tử của Tấn Giản Văn Đế, Tư Mã Đạo Tử được ban tước hiệu Lang Nha vương và sau đó là Cối Kê vương. Dưới thời anh trai Tấn Hiếu Vũ Đế, Tư Mã Đạo Tử lần lượt đảm nhận các chức vụ quan trọng trong triều đình như Hội Kê nội sử, Tán kị thường thị, Trung quân tướng quân, Phiêu kị tướng quân, Tư đồ, Lục thượng thư sự, thứ sử Dương châu, Giả tiết, Đô đốc trung ngoại chư quân sự... rồi Từ châu thứ sử, Thái tử thái phó... Sang đời cháu là Tấn An Đế, Tư Mã Đạo Tử nắm quyền nhiếp chính trong triều. Trong thời gian nhiếp chính, ông thường say xỉn liên miên và tin dùng gian thần, làm cho triều chính hủ bại, kết quả dẫn đến hai cuộc binh biến trong cung thất vào các năm 397 và 398, cuối cùng quyền lực lọt vào tay người con trai của ông, Tư Mã Nguyên Hiển. Đến năm 403, quân nổi loạn do Hoàn Huyền tiến vào chiếm được kinh thành Kiến Khang, Hoàn Huyền ra lệnh sát hại Tư Mã Nguyên Hiển và đày Tư Mã Đạo Tử sang quận An Thành, sau cùng ông bị thủ hạ là Đỗ Trúc Lâm đầu độc chết, thọ 39 tuổi. Sau này khi Hoàn Huyền bị dẹp tan, triều đình nhà Tấn quyết định phục hồi danh dự cho Tư Mã Đạo Tử, truy tôn ông làm Thừa tướng và ban thụy hiệu là Cối Kê Văn Hiếu vương (會稽文孝王).

## Sớm nắm quyền lớn
Tư Mã Đạo Tử nguyên là con trai út của Tấn Giản Văn Đế Tư Mã Dục, vua thứ 12 của nhà Tấn, em trai của Tấn Hiếu Vũ Đế, vua thứ 13 của nhà Tấn. Do những người anh trước đó của ông đều mất sớm, nên Tư Mã Dục, lúc đó đang mang tước hiệu Cối Kê vương đã lấy tì nữ Lý Lăng Dung làm thiếp. Lý Lăng Dung hạ sinh Tư Mã Diệu (Tức Tấn Hiếu Vũ Đế) vào năm 363 và sang năm 364 thì hạ sinh Tư Mã Đạo Tử.
Năm 371, Tư Mã Dục được Hoàn Ôn lập làm vua, tức là Tấn Giản Văn Đế, Tư Mã Đạo Tử trở thành hoàng tử. Đến tháng 7 ÂL năm 372 (tức 12 tháng 9), Tư Mã Đạo Tử được ban tước hiệu Lang Nha vương và đồng thời được lãnh chức Cối Kê sử, trông coi công việc ở Cối Kê quốc.
Cùng năm 372, Tấn Giản Văn Đế băng hà, Tư Mã Diệu nối ngôi, trở thành Tấn Hiếu Vũ Đế. Những năm đầu thời Hiếu Vũ Đế, Tư Mã Đạo Tử được phong chức Tán kị thường thị và Trung quân tướng quân, sau được thăng làm Phiêu kị tướng quân. Sang tháng 6 năm 380, ông được mở phủ đệ và lĩnh chức Tư Đồ.
Tháng 9 năm 383, Tư Mã Đạo Tử được phong chức Lục thượng thư điều sự. Như vậy, trong vòng hơn 10 năm từ 372 đến 383, Tư Mã Đạo Tử liên tục được thăng chức và dần nắm được quyền lực trong triều. Vào thời điểm đó, ông chỉ khoảng 20 tuổi. Nắm được nhiều quyền hành, Tư Mã Đạo Tử được nhiều người kính phục và đi theo. Do anh vợ của Vương Quốc Bảo có hiềm khích với cha vợ là Tạ An vì Tạ An không đề bạt mình, nên bỏ theo Tư Mã Đạo Tử và gièm pha Tạ An với ông. Cuối cùng Đạo Tử biếm chức Tạ An, đày đi khỏi trấn.
Năm 385, Tạ An qua đời. Từ lúc này, Tư Mã Đạo Tử trở thành vị quan tối cao trong triều đình, được phong lên chức Thứ sử Dương châu, Lục Thượng thư sự, Giả tiết, Đô đốc trung ngoại chư quân sự. Các văn thần võ tướng dưới quyền Tạ An đều chuyển sang phục vụ Tư Mã Đạo Tử. Sang năm 387, ông lại được phong thêm chức Thứ sử Từ châu và làm Thái phó cho thái tử.

## Mâu thuẫn với vua anh
Tư Mã Đạo Tử rất ham mê tửu sắc, y hệt vua anh của mình. Nhiều đều ông cùng Tấn Hiếu Vũ Đế thườnh uống rượu xem hát với nhau. Đến cuối thời Hiếu Vũ Đế, quyền lực của Tư Mã Đạo Tử đã lớn mạnh, lấn át đến vua. Ông thân cận tăng ni và tin dùng tiểu nhân quá mức. Nhiều tên sủng thần của Tư Mã Đạo Tử nhân chủ nhân có quyền lực, bèn giở trò mua quan bán tước, làm chính trị, hình luật hỗn loạn, cộng thêm việc ông quá tôn sùng Phật giáo, bắt người dân nộp nhiều tiền của xây đền chùa, làm nhiều người căm phẫn. Trung thư lang Phạm Ninh cũng bất bình, bèn báo chuyện này lại với Tấn Hiếu Vũ Đế, khiến hoàng đế bất mãn với Tư Mã Đạo Tử, tuy nhiên chưa biểu lộ ra ngoài. Về sau, Vương Quốc Bảo ghét Phạm Ninh, bèn bảo Tư Mã Đạo Tử tìm cớ vu khống và khuyên hoàng đế biếm truất Ninh. Phạm Ninh cuối cùng bị đầy làm Thái thủ Dự Chương. Tiếp theo, lại có người do hối lộ cho tả hữu của Tư Mã Đạo Tử là Triệu Nha và Nhữ Thiên Thu để dễ dàng ăn bớt vật tư hay mua quan bán tước.
Tư Mã Đạo Tử được mẹ là Lý Lăng Dung che chở, thường mỗi khi uống rượu lại nói lời vô lễ với Hiếu Vũ Đế. Hiếu Vũ Đế cũng biết Tư Mã Đạo Tử không phải năng thần trị quốc. Sau đó lại xảy ra việc Vương Quốc Bảo bất hòa với Vương Nhã, thân cận của Hiếu Vũ Đế. Hiếu Vũ Đế bèn tìm cách hạn chế quyền lực của Đạo Tử, dùng ngoại thích Vương Cung làm thứ sử hai châu Thanh, Duyện; Ân Trọng Kham làm đô đốc quân sự ba châu Kinh, Ninh, Ích; Thứ sử Kinh châu, Sĩ Khôi làm thứ sử Ung châu, tạo thế lực ở bên ngoài nhằm trấn áp Tư Mã Đạo Tử. Đồng thời, hoàng đế càng tín nhiệm Vương Nhã. Tư Mã Đạo Tử cũng không chịu thua kém, liền thăng Vương Quốc Bảo làm Trung thư lệnh, Trung lĩnh quân, và thu dụ em họ là Vương Tự. Mẫu thuẫn với Tấn Hiếu Vũ Đế và Tư Mã Đạo Tử bùng nổ và ngày càng quyết liệt.
Năm 392, Tấn Hiếu Vũ Đế lập con nhỏ là Tư Mã Đức Văn làm Lang Nha vương, dời Tư Mã Đạo Tử làm Cối Kê vương, thực chất là nhằm tước bớt phong địa của ông Tuy nhiên về sau do sự can thiệp của Lý Thái hậu nên Hiếu Vũ Đế không loại bỏ Tư Mã Đạo Tử.

## Dẹp loạn Vương Cung
Năm 396, Tấn Hiếu Vũ Đế bị Trương Quý nhân giết chết. Thái tử Tư Mã Đức Tông lên kế vị, xưng là Tấn An Đế. An Đế nhỏ tuổi lại bị dị tật, không thể nói được nên Tư Mã Đạo Tử nắm quyền mọi quyền lực trong ngoài, được thăng lên chức Thái phó, Dương châu mục. Ông lại cho trục xuất Vương Nhã khỏi triều đường và dùng Vương Quốc Bảo và Vương Tự, quản lý triều chính.
Thấy Vương Quốc Bảo bất tài được trong dụng, thứ sử hai Thanh, Duyện là Vương Cung không bằng lòng, thường dâng lời khuyên gián, làm Tư Mã Đạo Tử ghét. Sang năm 397, Vương Cung liên kết cùng Ân Trọng Kham thảo phạt Vương Quốc Bảo. Tư Mã Đạo Tử lo sợ, bèn quyết tâm hi sinh Quốc Bảo, sai Tư Mã Thượng Chi tịch thu ấn quan của Quốc Bảo, rồi ép Quốc Bảo tự tử và giết chết Vương Tự. Vương Cung mới rút về Kinh Khẩu.
Tư Mã Đạo Tử bất bình với hành động của Vương Cung, bèn nghe theo lời của Tư Mã Thượng Chi, quyết định tăng cường quyền lực của Thừa tướng (tức chính Đạo Tử) và phái Tư mã Vương Du của mình làm Giang Châu thứ sử, cắt 4 quận thuộc Dự Châu của Dữu Giai giao cho Du. Dữu Gia tức giận, sai con trai là Hồng đưa thư khuyên Cung cất quân tiêu diệt Tư Mã Thượng Chi.
Năm 398, Vương Cung liên kết với Dữu Giai, Hoàn Huyền và Ân Trọng Kham tiến quân về Kiến Khang nhằm tiêu diệt Vương Du và Tư Mã Thượng Chi. Tư Mã Đạo Tử phong cho con là Tư Mã Nguyên Hiển làm Chinh thảo đô đốc, cùng Tạ Diễm đưa quân chống trả, đồng thời sai Tư Mã Thượng Chi thảo phạt Dữu Giai. Giai bỏ trốn theo Hoàn Huyền.
Trong lúc đó, Tư Mã Nguyên Hiển dùng kế thuyết phục tướng dưới quyền của Vương Cung là Lưu Lao Chi, cuối cùng ông ta chấp nhận đầu hàng và đưa quân bắt được Vương Cung. Tư Mã Đạo Tử nghe được, muốn gặp mặt để chế giễu, nghe tin bọn Hoàn Huyền đã đến Thạch Đầu, vội xử chém ông ở Nghê Đường, Kiến Khang.
Tuy Vương Cung bị diệt nhưng thế lực của Hoàn Huyền, Ân Trọng Kham vẫn còn. Tả vệ tướng quân Hoàn Tu hiến kế nên gây hiền khích giữa Ân Trọng Kham với Hoàn Huyền và Dương Thuyên Kì. Đạo Tử nghe theo, bèn phong Hoàn Huyền là Thứ sử Giang châu, Ung châu, biếm Ân Trọng Kham làm Thứ sử Quảng châu. Về sau, Ân Trọng Kham rút quân, mối đe dọa đối với triều đình được hóa giải.

## Mất quyền lực
Từ sau khi dẹp được Vương Cung, Tư Mã Đạo Tử ngày càng tin tưởng Tư Mã Nguyên Hiển, giao quân quyền cho Nguyên Hiển còn mình thì suôt ngày say sưa. Năm 398, do nghi có mưu đồ phản nghịch, Tư Mã Đạo Tử lệnh cho Tư Mã Nguyên Hiển bắt giữ và hành quyết Tôn Thái. Cháu trai của Tôn Thái, Tôn Ân chạy trốn đến đảo Chu San và lập kế hoạch phục thù.
Tư Mã Nguyên Hiển thấy cha mình không lo việc triều chính bèn nảy sinh ý định đoạt lấy quyền lực. Năm 399, nhân Tư Mã Đạo Tử bị bệnh và tiếp tục say xỉn suốt ngày, Tư Mã Nguyên Hiển bèn tự phong cho mình chức Dương Châu thứ sử và lợi dụng hoàng đế để đoạt lấy quyền chấp chính. Tư Mã Đạo Tử khi biết được việc này, rất tức giận, song không thể phản kháng. Đương thời, tuy vẫn là người nhiếp chính trên danh nghĩa, nhưng Tư Mã Đạo Tử thường uống rượu suốt ngày, còn hoàng đế thì bị dị tật không thể nói được nên mọi việc trong triều đều do Tư Mã Nguyên Hiển quyết đoán. Nguyên Hiển được tôn xưng là Tây lục, trong khi Tư Mã Đạo Tử được gọi là Đông lục. Từ thời điểm đó, Tư Mã Nguyên Hiển đoạt được quyền điều hành triều chính.
Đương thời Lại bộ thượng thư Xa Dận bất mãn việc Tư Mã Nguyên Hiển kiêu ngạo làm bại hoại triều đình, bèn đến gặp Tư Mã Đạo Tử, khuyên Tư Mã Đạo Tử nên tìm cách lấy lại quyền lực. Tư Mã Nguyên Hiển biết chuyện, đến hỏi Tư Mã Đạo Tử, rồi lấy việc Xa Dận li gián mình với cha, bức Xa Dận tự sát.

## Qua đời
Từ sau khi mất quyền lực, Tư Mã Đạo Tử lại tiếp tục lún sâu vào con đường nghiệp ngập và không còn thiết gì đến việc triều chính. Trong khi đó, Tư Mã Nguyên Hiển bắt đầu thực hiện kế hoạch diệt trừ các thế lực địa phương, trong đó có Hoàn Huyền ở Kinh Khẩu. Năm 401, Tư Mã Nguyên Hiển cùng Lưu Lao Chi dẫn quân tiến đánh Hoàn Huyền, không may thất bại. Hoàn Huyền nhân đó tiến quân vào thành Kiến Khang. Lưu Lao Chi bỏ sang đầu hàng Hoàn Huyền. Trước tình thế sắp thua cuộc, Tư Mã Nguyên Hiển đến cầu cứu Tư Mã Đạo Tử nhưng ông cũng không còn kế sách gì, chỉ biết khóc mà thôi.
Hoàn Huyền nhanh chóng chiếm được thành Kiến Khang vào năm 402. Ông ta sát hại Tư Mã Nguyên Hiển cùng các đại thần là Đông Hải vương Tư Mã Ngạn Chương (con của Nguyên Hiển), Quan Quân tướng quân Mao Thái và Du kích tướng quân Mao Thúy, còn Tư Mã Đạo Tử bị đày sang An Thành. Từ đó triều đình nhà Tấn rơi vào tay Hoàn Huyền.
Đến ngày Canh Thân tháng 12 cùng năm (tức 3 tháng 2 năm 403), Tư Mã Đạo Tử bị thủ hạ cũ là Ngự sử Đỗ Trúc Lâm dùng thuốc độc giết chết theo lệnh của Hoàn Huyền. Năm đó ông được 39 tuổi. Tấn An Đế nghe tin thúc phụ qua đời, thân hành đến Tây Đường khóc tang ba ngày.

## Hậu sự
Hoàn Huyền về sau cướp ngôi nhà Tấn, lập ra nhà Sở rồi bị đánh bại và bị giết chết. Triều đình nhà Tấn khi ấy quyết định phục hồi danh dự cho Tư Mã Đạo Tử, truy tôn là Thái phó, Thừa tướng; còn Tư Mã Nguyên Hiển được truy phong làm Thái úy. Đến năm 405, triều đình lại xuống chiếu truy tôn thụy hiệu cho ông là Cối Kê Văn Hiếu vương, và cho hợp táng cùng với Cối Kê vương phi; Tư Mã Nguyên Hiển cũng được truy tặng thụy là Cối Kê Trung thế tử; đồng thời cử người trong tôn thất là Tư Mã Tu Chi đến kế thừa tước vị Cối Kê vương.
Về sau có người tự xưng là con trai thứ của Tư Mã Nguyên Hiển tên là Tú Hi. Cối Kê Thái phi thấy thế bèn xin rước Tú Hi về để lập làm Cối Kê vương và cho chuyển Tu Chi đi nơi khác. Tuy nhiên Lưu Dụ (người kiểm soát triều chính) phát hiện ra chỉ là người nô bộc giả danh bèn giết chết. Tư Mã Tú Chi về sau mất, thụy là Cối Kê Điệu vương, không có con nối dòng, nước bị trừ.

## Gia quyến
- Cha: Tấn Giản Văn Đế Tư Mã Dục
- Mẹ: Thái phi Lý Lăng Dung
- Anh chị
  - Tư Mã Đạo Sinh (anh)
  - Tư Mã Du Sinh (anh)
  - Tư Mã Úc (anh)
  - Tư Mã Chu Sinh (anh)
  - Tư Mã Thiên Lưu (anh)
  - Tấn Hiếu Vũ Đế Tư Mã Diệu (anh)
  - Bà Dương công chúa (em gái)
  - Tân An công chúa (em gái)
  - Vũ Xương công chúa (em gái)
  - Tầm Dương công chúa (em gái)
- Con cái
  - Tư Mã Nguyên Hiển, tức Cối Kê Trung thế tử, người được Tư Mã Đạo Tử lập làm thế tử kế vị, làm quan đến chức Phiêu kị tướng quân, sau bị sát hại
- Cháu
  - Tư Mã Ngạn Chương, con Tư Mã Nguyên Hiển được phong tước vị Đông Hải vương, sau bị giết cùng với Tư Mã Nguyên Hiển
  - Tư Mã Tú Hi, tự xưng là con của Tư Mã Nguyên Hiển, bị Lưu Dụ giết chết
  - Tư Mã Thiên Trợ, tự xưng là con của Tư Mã Nguyên Hiển, sau này trốn sang nhà Bắc Ngụy, được Bắc Ngụy phong làm Đông Hải công, Thị trung, Thứ sử các châu Thanh, Duyện, Chinh Đông tướng quân
    - Tư Mã Nguyên Bá, chắt, con Tư Mã Thiên Trợ, được Bắc Ngụy phong làm Kiến Uy tướng quân, Thái thú Thái Sơn